# Kvote
En kvote er en begrænsning af produktion eller brug af ressourcer eller ydelser. Et eksempel på en kvote er produktionsbegrænsningen på mælk via mælkekvoter fra EU. 
| Sprog | Spire Denne artikel om sprog er en spire som bør udbygges. Du er velkommen til at hjælpe Wikipedia ved at udvide den. |